# Prati moje stare tragove
Prati moje stare tragove trinaesti je studijski album bosanskohercegovačkog heavy metal sastava Divlje jagode. Album je objavljen 19. srpnja 2024. godine, a objavila ga je diskografska kuća Croatia Records.

## Popis pjesama
| 1  |  | Davno Ljeto '89               |
| 2  |  | Prati Moje Stare Tragove      |
| 3  |  | Kreni Kišo                    |
| 4  |  | Plave Noći Bez Tebe           |
| 5  |  | Da Li Si Ikada Mene Voljela   |
| 6  |  | Nedjeljni Snovi Gospođe Adele |
| 7  |  | Ukrala Je Svjetlost Istoka    |
| 8  |  | Zašto Nisi Ranije Došla       |
| 9  |  | Vanila I Znoj                 |
| 10 |  | Sklopi Oči, Zastani           |

## Izvođači
- Bass – Andraš Išpan
- Drums – Emil Kranjčić
- Keyboards – Damjan Deurić
- Lead Guitar – Sead Zele Lipovača
- Lead Vocals – Ante Janković
- Rhythm Guitar, Lead Vocals – Livio Berak